# ADAS

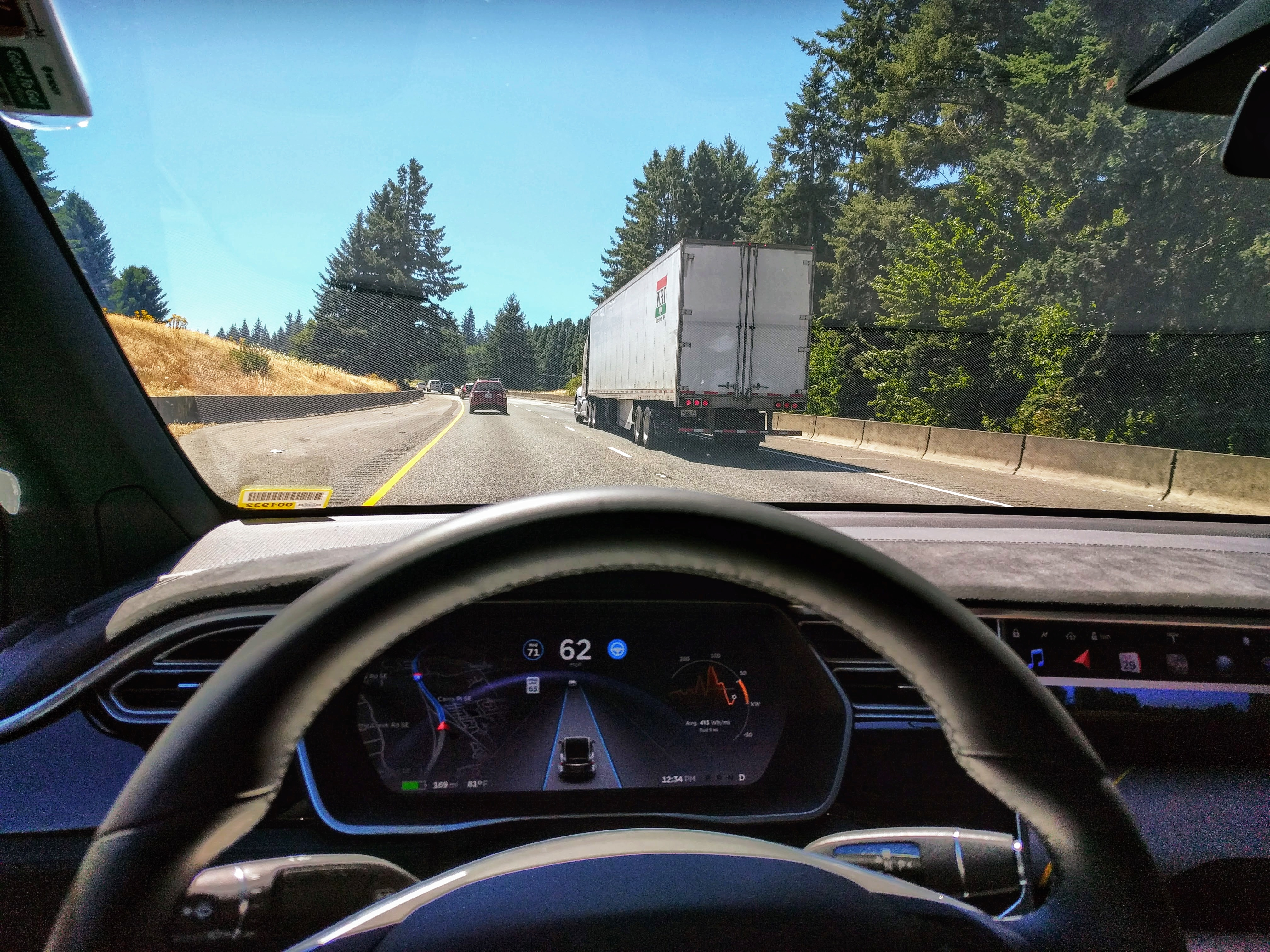
Ассистент водителя автомобиля Tesla

Усовершенствованная система помощи водителю (ADAS) (англ. Advanced driver-assistance systems) — это электронная система автомобиля, помогающая водителю управлять автомобилем и парковкой. Благодаря безопасному человеко-машинному интерфейсу ADAS повышает безопасность автомобилей и дорожного движения. В системах ADAS используются автоматизированные технологии, датчики и камеры, для обнаружения ближайших препятствий или ошибок водителя и соответствующего реагирования.
Подсистемы:
- Система автономного экстренного торможения автомобиля
- Адаптивный круиз-контроль

В 2015 году компании SensoMotoric Instruments и DEWESoft интегрировали очки с отслеживанием взгляда в ADAS.